# U-866
U-866 je bila nemška vojaška podmornica Kriegsmarine, ki je bila dejavna med drugo svetovno vojno.

## Zgodovina
Podmornica je bila potopljena 18. marca 1945 v severnemu Atlantiku (severovzhodno od Bostona) v spopadu z ameriškimi eskortnimi rušilci USS Lowe (DE 325), USS Menges (DE 320), USS Ramsden (DE 382) in USS Mosley (DE 321); umrlo je vseh 55 članov posadke.

## Poveljniki
| Poveljniki |                                    |                   |                                   |
| Št.        | Čin                                | Ime               | Poveljstvo                        |
| 1.         | Kapitan korvete (Korvettenkapitän) | Walter Pommerehne | 17. november 1943 - december 1944 |
| 2.         | Nadporočnik (Oberleutnant zur See) | Peter Rogowsky    | december 1944 - 18. marec 1945    |

## Tehnični podatki
| border="1" cellpadding="5" cellspacing="0" align="center"
|+Pregled karakteristik
|-
! style="background:#ffdead;" | Kategorije
! style="background:#ffdead;" | Podatki
|-
| Teža (t):
na površju
pod površjem
polna Teža
| 
1.120
1.232
1.545

|-
| Dolžina (m) - tlačni trup (m)
| 76,76 - 58,75
|-
| Širina (m) - tlačni trup (m)
| 6,86 - 4,44
|-
| Izpodriv (m)
| 4,67
|-
| Višina (m)
| 9,6
|-
| Moč (hp):
na površju
pod podvršjem
| 
4.400
1.000

|-
| Hitrost (vozlov):
na površju
pod podvršjem
| 
19
7,3

|-
| Doseg (milja/vozel):
na površju
pod podvršjem
| 
13.850/10
63/4

|-
| Torpeda/Torpedne cevi
| 22/6 (4 na premcu, 2 na krmi)
|-
| Krovni top (mm)
| 105 (110 granat)
|-
| Mine
| 44 TMA
|-
| Posadka
| 48-56
|-
| Maksimalni potop (m)
| 230
|-
|}